# 1931 en Alberta
Chronologie de l'Alberta
- 1927
- 1928
- 1929
- 1930
- 1931
- 1932
- 1933
- 1934
- 1935

Cette page concerne des événements qui se sont produits durant l'année 1931 dans la province canadienne de l'Alberta.

## Politique

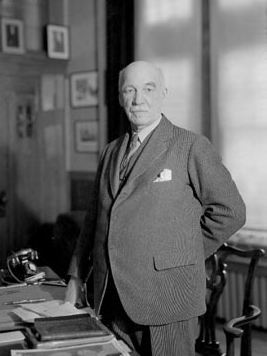
William Legh Walsh

- Premier ministre : John Edward Brownlee des United Farmers
- Chef de l'Opposition :
- Lieutenant-gouverneur : William Egbert puis William Legh Walsh
- Législature :

## Événements
- Mise en service de la Rosedale Suspension Bridge passerelle pour piétons de 117 mètres de longueur, également appelée Star Mine Suspension Bridge, située à Rosedale[1].

## Naissances
- 29 avril : Christopher William Pearson, né à Lethbridge et mort le 14 février 2014 au Comté de Pulaski dans l'État américain de Virginie à l'âge de 82 ans[2], est un homme politique canadien.

## Décès
- 7 mars : Émile Grouard, né le 1er février 1840 à Brûlon (Sarthe, France) et mort  à Grouard ), prélat et missionnaire catholique français, membre des Oblats de Marie-Immaculée.